# Černá struha
Černá struha, též Černá strouha, je mlýnský náhon přivádějící vodu do Starého Kolína. Původně to bývalo levostranné rameno neregulovaného Labe, na kterém byl založen Starý Kolín, předchůdce nedalekého města Kolín. Ve středověku sloužila Černá struha a navazující plavební kanál Šífovka k dopravě dřeva po vodě ke stříbrným dolům pod vrchem Kaňk v Kutné Hoře. Je pozůstatkem rozsáhlého systému meandrů středního Labe před tak zvanou kanalizací neboli zesplavněním řeky na začátku 20. století.
Názvem Černá struha se označuje též potok, které přitéká od Rohozce, Svatého Mikuláše a Svaté Kateřiny a stéká se s tímto náhonem na východním okraji Starého Kolína.
Z Labe odbočuje Černá struha doleva na říčním kilometru 929,2 km nad Veletovským jezem. Přibližně v polovině toku ji překlenuje silniční most ve Starém Kolíně. Dvě stě metrů za mostem přehrazuje tok Baštecký jez. Sloužil jako pohon pro Baštecký mlýn, pilu a hamr, které patřily k hospodářskému zázemí kutnohorských stříbrných dolů. Posléze byla v objektu umístěna koželužna, po zestátnění národní podnik Kara a dnes slouží jako malá vodní elektrárna.
Zajímavostí na břehu je hospoda Bašta, která byla postavena ve středověku pro voraře a dodnes je v provozu. Je uváděna[kde?] jako nejstarší vesnická restaurace v Čechách.
Za obcí získává potok živý přírodní charakter v hlubokém a úzkém korytu. K charakteru široké a pomalé nížinné říčky se vrátí po přítoku mlýnského náhonu. Zleva poté přiteče menší tok Klejnárka a Černá struha zde ztrácí své jméno. Do Labe se vrátí na říčním kilometru 926,2 km. Celková délka labského ramene spolu s dolním tokem Klejnárky je přibližně 7,5 km.

## Galerie

Znak Starého Kolína je odvozený od dřevěných základů v močálovité krajině bočního ramene Labe
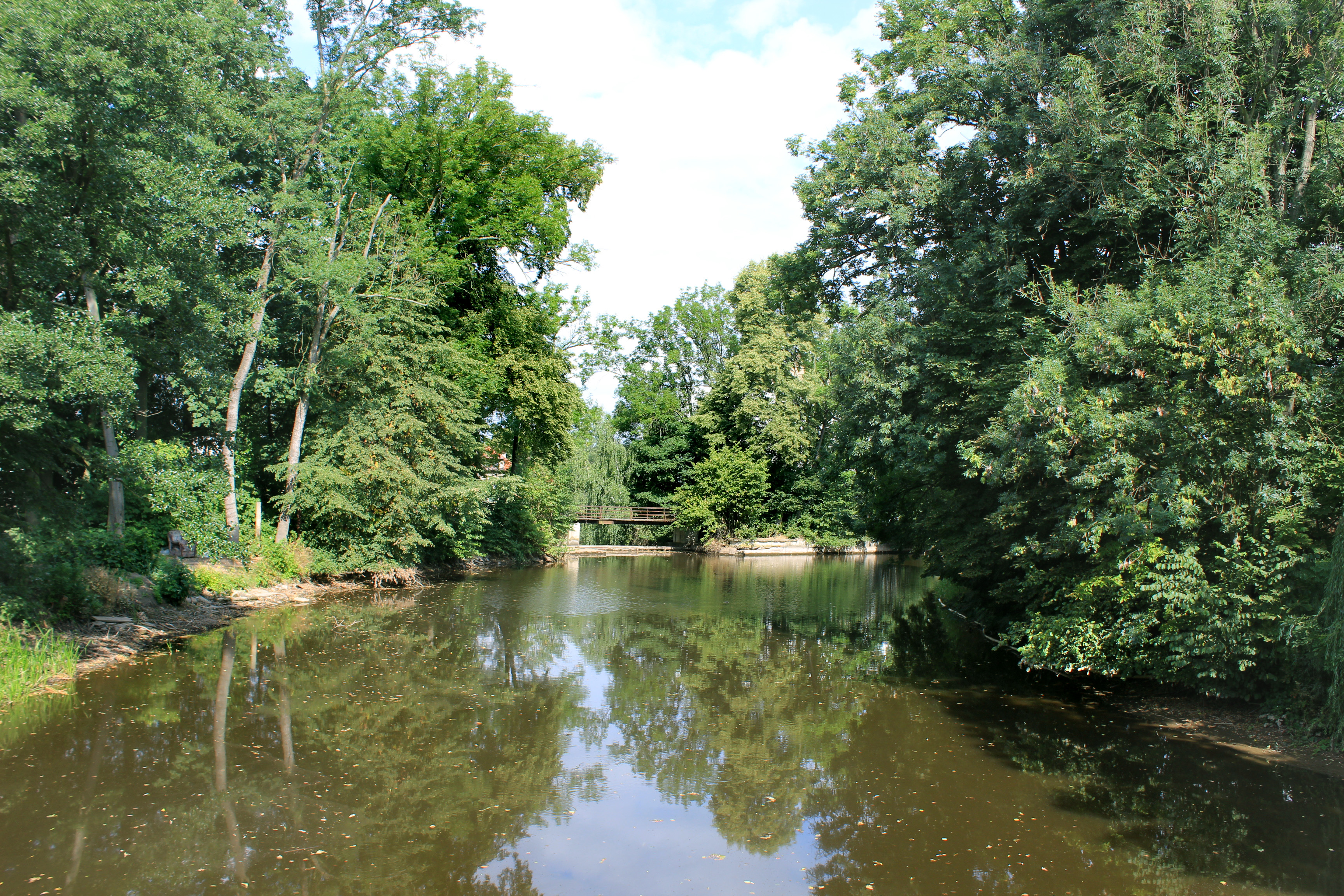
Baštecký jez na Černé struze
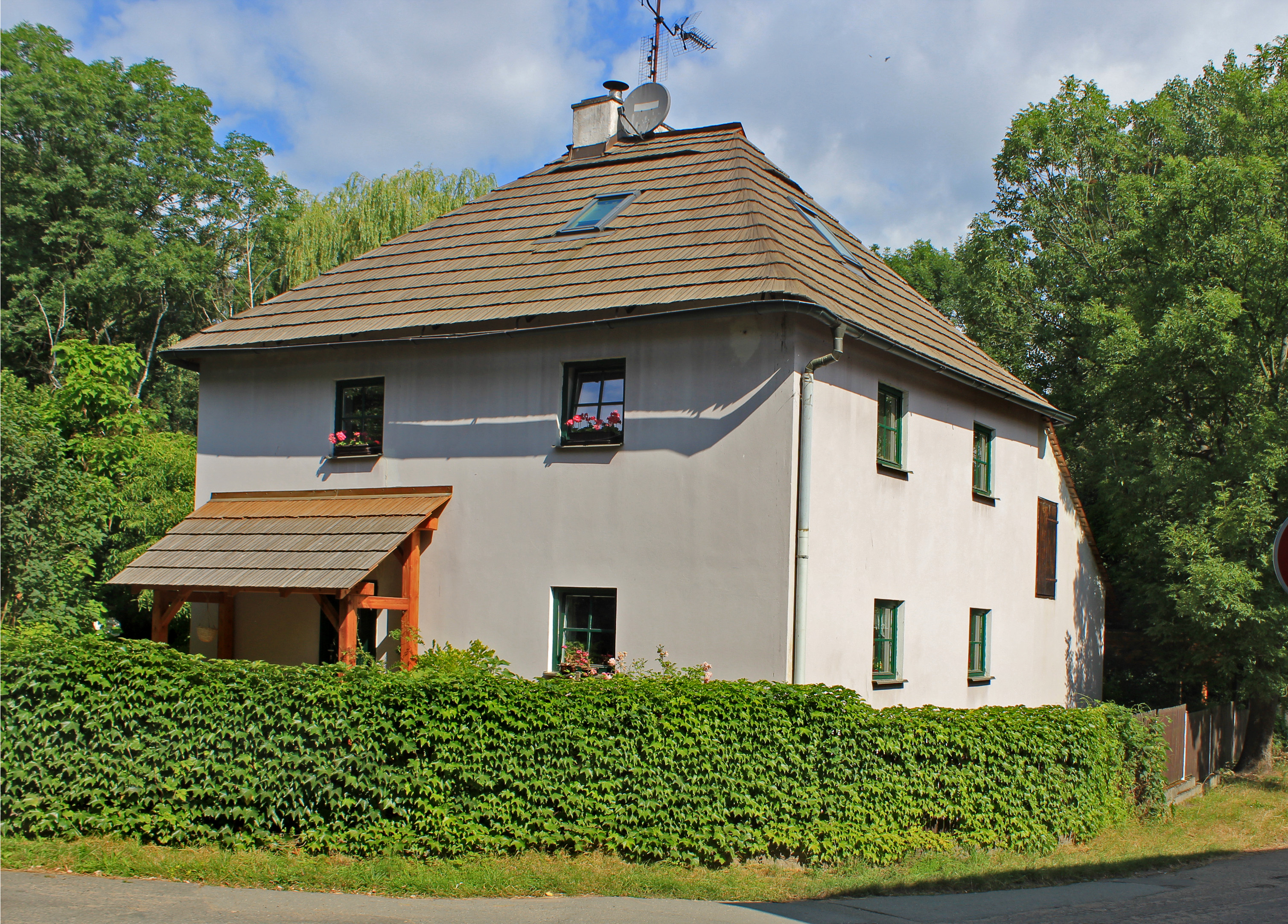
Mědihamr ve Starém Kolíně
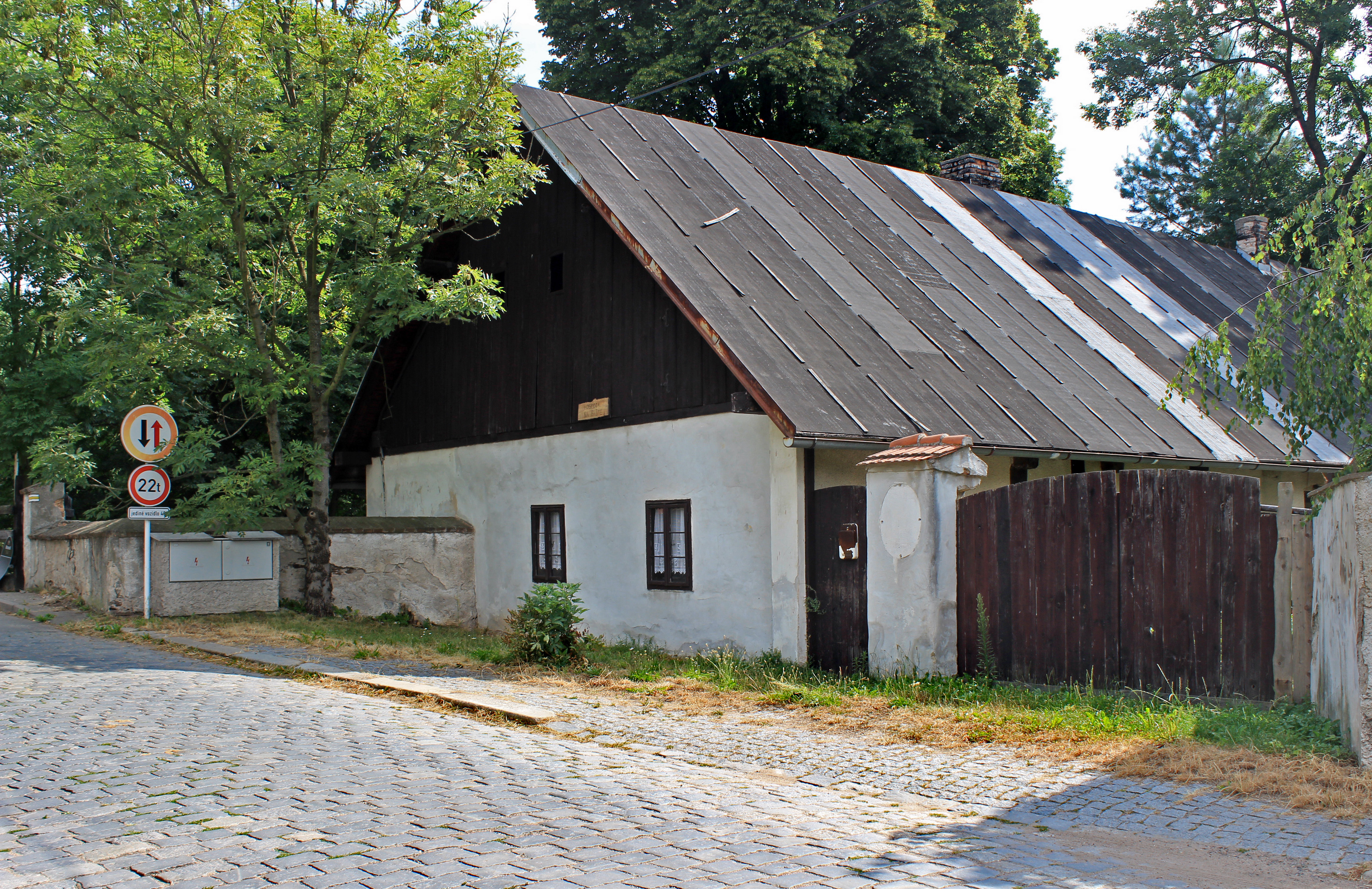
Vorařská hospoda Bašta